# Elezioni europee del 1987 in Spagna
Le elezioni europee del 1987 in Spagna si sono tenute il 10 giugno. Fu una tornata elettorale straordinaria per l'elezione dei rappresentanti della Spagna, entrata nella Comunità Economica Europea il 1º gennaio 1986 assieme al Portogallo.

## Risultati
| Liste          | Liste | Gruppo         | Voti       | %     | Seggi |
| -------------- | --- | -------------- | ---------- | ----- | ----- |
|                | Partito Socialista Operaio Spagnolo                                                                                          | SOC            | 7.522.706  | 39,06 | 28    |
|                | Alleanza Popolare | GDE            | 4.747.283  | 24,65 | 17    |
|                | Centro Democratico e Sociale                                                                                                 | NI             | 1.976.093  | 10,26 | 7     |
|                | Sinistra Unita | COM            | 1.011.830  | 5,25  | 3     |
|                | Convergenza e Unione • Convergenza Democratica di Catalogna • Unione Democratica di Catalogna                                | - LD PPE       | 853.603    | 4,43  | 3 2 1 |
|                | Herri Batasuna | NI             | 360.952    | 1,87  | 1     |
|                | Coalizione per l'Europa dei Popoli • Eusko Alkartasuna • Sinistra Repubblicana di Catalogna • Partito Nazionalista Galiziano | - ARC -        | 326.911    | 1,70  | 1 -   |
|                | Sinistra dei Popoli (EE - CHA - Altri)                                                                                       | -              | 261.328    | 1,36  | -     |
|                | Unione Europeista (Partito Nazionalista Basco)                                                                               | -              | 226.570    | 1,18  | -     |
|                | Partito dei Lavoratori di Spagna                                                                                             | -              | 222.680    | 1,16  | -     |
|                | Partito Andalusista | -              | 185.550    | 0,96  | -     |
|                | Partito Democratico Popolare                                                                                                 | -              | 170.866    | 0,89  | -     |
|                | Unione Valenciana | -              | 162.128    | 0,84  | -     |
|                | Fronte Nazionale | -              | 122.799    | 0,64  | -     |
|                | Azione Sociale | -              | 116.761    | 0,61  | -     |
|                | I Verdi | -              | 107.625    | 0,56  | -     |
|                | Partito Aragonese Regionalista                                                                                               | -              | 105.865    | 0,55  | -     |
|                | Gruppi Indipendenti delle Canarie                                                                                            | -              | 96.895     | 0,50  | -     |
|                | Partito Socialista dei Lavoratori                                                                                            | -              | 77.132     | 0,40  | -     |
|                | Confederazione dei Verdi | -              | 65.574     | 0,34  | -     |
|                | Blocco Nazionalista Galiziano                                                                                                | -              | 53.116     | 0,28  | -     |
|                | Altri <0,25% | -              | 297.230    | 1,54  | -     |
| Totale         | Totale | Totale         | 19.071.497 |       | 60    |
| Voti in bianco | Voti in bianco | Voti in bianco | 189.729    | 0,99  | -     |
| Totale         | Totale | Totale         | 19.261.226 | 100   |       |